# Klintaskogen
Klintaskogen är ett naturreservat i Höörs kommun.
Naturreservatet består till största delen av grov högvuxen bokskog med inslag av ung ekskog. Längs stranden växer en askskog med ett mycket artrikt markskikt. Askskogen växer på det som var sjöbotten innan sjösänkningen 1883 av Ringsjön. Innanför askskogen längs hela reservatet finns den gamla branta strandklinten. Klinten består av röd och vit sandsten som bildades för cirka 400 miljoner år sedan under den geologiska perioden silur. Sandstenen är på vissa ställen mycket rik på fossil från det tropiska hav som täckte området då.

## Flora och fauna
I bokskogen växer arter som avenbok, gulplister, hägg, lind, vitsippa, skogsbingel och ramslök. I den unga ekskogen finns arter som ekbräken, lundarv, lundslok, stinksyska och lundkardborre. I askskogen längs stranden växer alm, benved, fläder, hassel, lönn, olvon, skogstry och vitskråp. I reservatet finns även sällsynta rödlistade lavar som bokvårtlav, orangepudrad klotterlav och stiftklotterlav.

## Stenbrottet
I södra delen av Klintaskogen finns resterna av det stenbrott som var verksamt 1899-1910. Vid stenbrottet finns en udde som troligen var piren för de pråmar som förde den röda och vita sandstenen till Fogdarps järnvägsstation.

## Trollakistan

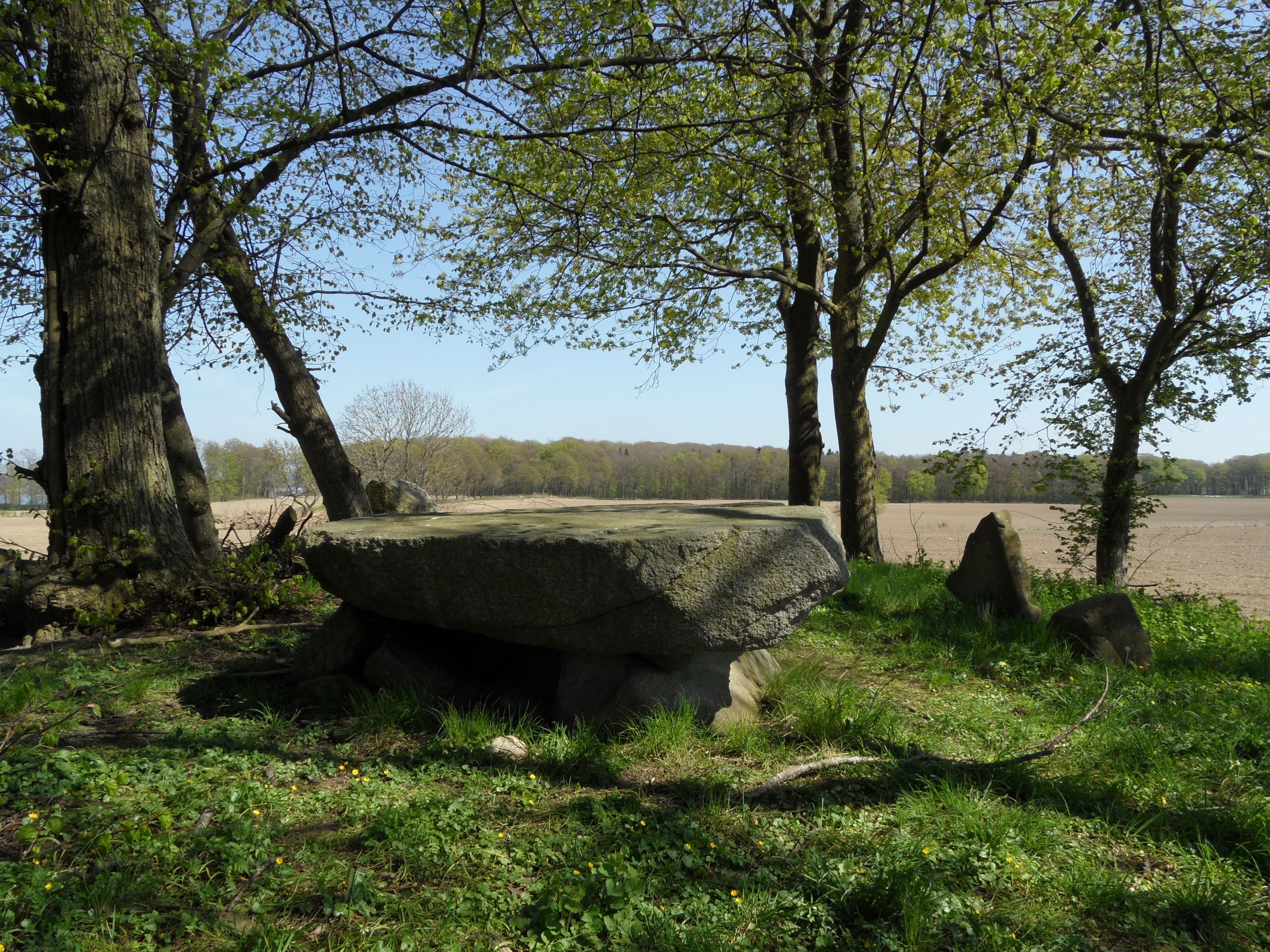
Trollakistan med Klintaskogen i bakgrunden.

Strax väster om Klintaskogen finns den välbevarade neolitiska (cirka 4200-1800 f.Kr.) dösen Trollakistan.

## Vägbeskrivning
På riksväg 23 cirka 1,5 km söder om Gamla Bo svänger man av österut omedelbart söder om Klinta kryddor & grönt på grusvägen som leder till en parkering cirka 200 m söder om reservatet.